# Coryell megye
Coryell megye az Amerikai Egyesült Államokban, azon belül Texas államban található. Megyeszékhelye Gatesville, legnagyobb városa Copperas Cove. Lakosainak száma 83 093 fő (2020. április 1.). Coryell megye Bosque, Bell, McLennan, Lampasas és Hamilton megyékkel határos.

## Népesség
A megye népességének változása:
| Lakosok száma | 75 590 | 76 525 | 76 850 | 76 192 | 75 503 | 83 093 |
|               | 2010   | 2011   | 2012   | 2013   | 2015   | 2020   |